# Incidente del Vickers Viscount di Turkish Airlines del 1959
L'incidente della Turkish Airlines del 1959 a Gatwick si verificò il 17 febbraio 1959, vicino all'aeroporto di Londra Gatwick, a un Vickers Viscount Tipo 793 (codice di registrazione TC-SEV) della Turkish Airlines su un volo charter internazionale partito dall'aeroporto internazionale Esenboga di Ankara, in Turchia, all'aeroporto di Londra-Heathrow, Regno Unito, con a bordo il primo ministro turco e un seguito di funzionari governativi. Il Viscount si schiantò in un bosco a 3 miglia (4,8 km) dalla soglia della pista di Gatwick durante il suo avvicinamento finale per atterrare nel bel mezzo di una fitta nebbia. Cinque degli otto membri dell'equipaggio e nove dei 16 passeggeri morirono nello schianto. Il primo ministro era tra i dieci sopravvissuti.

## Il volo
Il primo ministro turco Adnan Menderes, accompagnato da una delegazione turca, si stava recando nella capitale britannica per firmare l'accordo di Londra sulla questione cipriota con il primo ministro britannico Harold Macmillan e il primo ministro greco Constantine Karamanlis, che dava alle tre parti il diritto di intervenire a Cipro nel caso la pace fosse stata infranta da una delle tre nazioni.
Il volo speciale partì dall'Aeroporto di Esenboğa diretto all'aeroporto di Londra Heathrow passando per l'aeroporto internazionale di Istanbul-Atatürk e l'aeroporto di Roma Ciampino. L'aereo lasciò il suo ultimo scalo, Roma, alle 13:02 e prese contatto con il controllo del traffico aereo di Heathrow alle 15:56 sopra Abbeville, poco prima di lasciare lo spazio aereo francese. TC-SEV ricevette l'autorizzazione dal controllo del traffico aereo di passare al radiofaro Epsom, posto a pochi chilometri da Londra. Nel raggio di Epsom alle 16:21, il comandante Münir Ozbek venne incaricato dal controllore di deviare su Gatwick a causa della scarsa visibilità a Heathrow.

## L'incidente
TC-SEV, navigando a 6.000 piedi (1.800 m), lasciò il radiofaro Epsom alle 16:27 per Mayfield, East Sussex, il punto di attesa per Gatwick. Il controllo di avvicinamento dell'aeroporto informò il pilota che doveva posizionarsi nel raggio d'azione del radar per un avvicinamento ILS alla pista 09.
Le ultime condizioni meteorologiche effettive osservate all'aeroporto di Gatwick sono state riportate come vento calmo, visibilità a 1.800 iarde (1.600 m), foschia, assenza di nuvole basse e zone nebbiose al suolo profonde soltanto 1 piede (0,30 m) a 5 piedi (1,5 m) di profondità.
Il tempo riferito all'aereo era "vento di superficie calmo, visibilità un decimale uno miglia nautiche, nebbia, tre okta a ottocento piedi, QFE uno zero tre sei", confermato dal pilota.
Alle 16:34, al pilota è stato ordinato di posizionarsi lungo una rotta d'attesa a 4.000 piedi (1.200 m) al raggiungimento dell'NDB di Mayfield e di virare su una rotta di 280 gradi, quindi continuare a scendere a 2.000 piedi (610 m).
Dopo essersi sintonizzato sulla rotta di avvicinamento ILS, TC-SEV superò leggermente la linea centrale. A 5 miglia nautiche (9,3 km) dall'atterraggio, i piloti affermarono la loro possibilità di continuare con l'ILS. Alle 16:38, al comandante venne chiesto di cambiare la frequenza radio della torre, e il pilota confermò l'istruzione. Fu l'ultima comunicazione con l'aereo.
L'aereo era visibile lungo la linea centrale del percorso di avvicinamento sullo schermo radar verso la pista fino a quando non scomparve a circa 3 miglia nautiche (5,6 km) dalla soglia della pista. Presunsero che l'aereo fosse precipitato poiché non è stata più ricevuta alcuna risposta alle chiamate radio dirette all'aereo turco.
L'aereo stava sorvolando la cima degli alberi a 120 m slm ai margini del Bosco di Jordan (Jordan's Wood) a est della strada Newdigate - Rusper su una rotta parallela al percorso di avvicinamento alla pista 09 a Gatwick. L'aereo perse le ali e i motori furono strappati mentre scendeva con un angolo di circa 6 gradi per 300 iarde (270 m) orizzontali attraverso i boschi toccando il suolo con le ruote. Dopo essersi rialzata leggermente, la parte principale del relitto atterrò capovolta con alcuni alberi incastonati nella fusoliera maciullata circa 100 iarde (91 m) più avanti, dopodiché prese fuoco. La parte posteriore della fusoliera si fermò capovolta e rimase intoccata dal fuoco. Poco dopo si è verificata un'esplosione nella fusoliera principale.
Il luogo dell'incidente era situato a 2,8 miglia nautiche (5,2 km) dalla soglia della pista e a 550 piedi (170 m) a nord della linea centrale del percorso di avvicinamento.
Questo fu il primo disastro aereo in cui rimase coinvolta la Turkish Airlines.

## Operazioni di salvataggio
L'aeroporto di Gatwick allertò i vigili del fuoco e i servizi di soccorso locali, e presto venne confermato che l'aereo si era schiantato nell'area in cui era scomparso dallo schermo radar.
Peter Weller, un giardiniere della fattoria Newdigate Chaffold, e i suoi due colleghi notarono la caduta dell'aereo. L'uomo chiese a uno dei suoi amici di andare in bicicletta fino alla stazione di polizia più vicina per denunciare l'accaduto. Lui e l'altro suo amico si precipitarono sulla scena e cercarono di salvare le vittime. Poco dopo le 17:00 si presentò un'altra residente locale, Margaret Bailey, un'infermiera qualificata, e suo marito Tony.
Il fuoco risultante venne spento da tre divisioni dei vigili del fuoco del Surrey, nonostante la fitta nebbia.

## La sopravvivenza del primo ministro turco

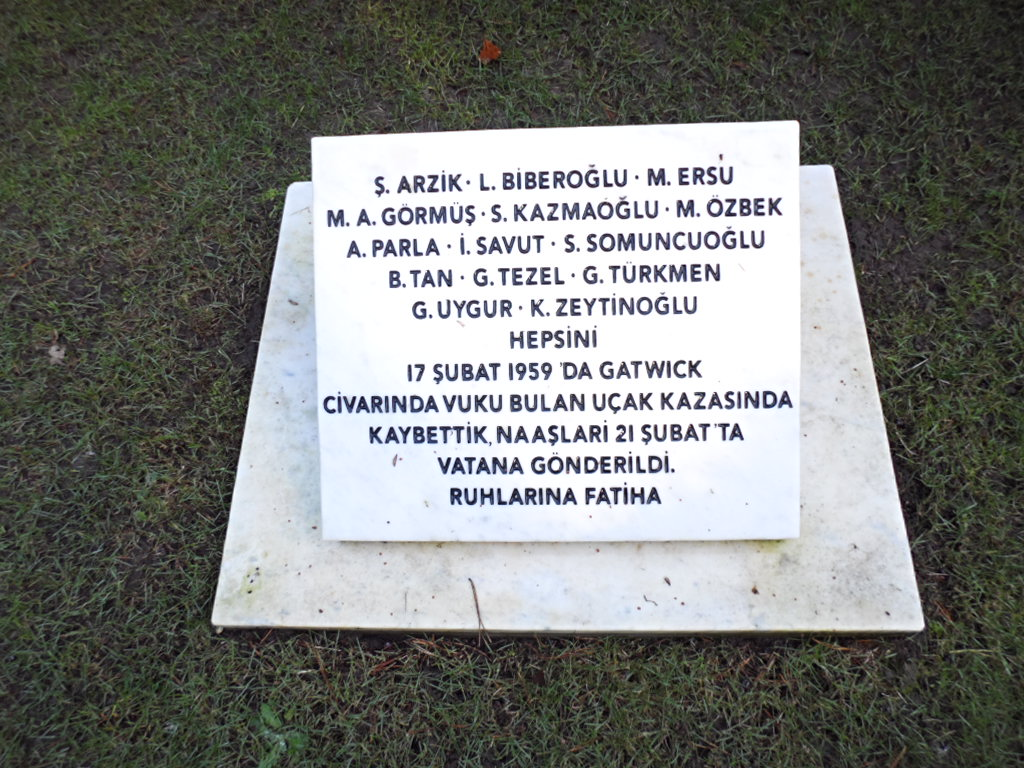
Il memoriale alle vittime nel complotto dell'aeronautica turca al cimitero di Brookwood.

I sopravvissuti urlavano mentre cercavano di lasciare il relitto. Il premier turco Adnan Menderes, seduto vicino al finestrino sinistro nella cabina passeggeri posteriore, sopravvisse all'incidente con solo lievi graffi sul viso, appeso a testa in giù con il piede bloccato nel pavimento. Fu aiutato da Rifat Kadioglu, che gli liberò il piede e slacciò la cintura di sicurezza. Fu poi portato fuori dal relitto da Kadioglu e Sefik Fenmen. Un altro sopravvissuto, Melih Esenbel, si unì al gruppo poco dopo. Menderes rimase scioccato assistendo all'incendio del suo aereo e dei membri del suo seguito rimasti intrappolati.
Mentre Tony Bailey era impegnato nell'aiutare le altre vittime, sua moglie portò Menderes e altri due sopravvissuti in auto alla sua fattoria a 200 iarde (180 m) di distanza occupandosi dei primi soccorsi. Menderes fu trasferito alla London Clinic 90 minuti dopo. Firmò l'Accordo di Londra il 19 febbraio 1959, in ospedale. Tornò a casa il 26 febbraio 1959, venendo accolto dal suo arcirivale Ismet Inönü e da una grande folla.
Gli altri superstiti vennero curati negli ospedali di East Grinstead, Redhill e Dorking. I corpi delle vittime furono trasferiti in Turchia e sepolti il 22 febbraio 1959. Un memoriale per le vittime si trova nel terreno dell'aeronautica turca nel cimitero di Brookwood nel Surrey.

## Indagine sull'incidente
Furono accertati i seguenti fatti:
1. L'aeromobile aveva un certificato di aeronavigabilità valido e veniva effettuata una manutenzione adeguata.
2. Il peso totale e l'assetto dell'aeromobile rientravano nei limiti prescritti.
3. L'equipaggio era regolarmente qualificato.
4. Non si sono verificati malfunzionamenti pre-incidente dell'aeromobile, dei suoi motori o della strumentazione.
5. Tutte le strutture a terra erano funzionali e funzionavano correttamente.

L'indagine concluse che:
Un riassunto delle probabili condizioni meteorologiche in avvicinamento a Gatwick da 10 miglia (16 km) a ovest alla soglia della pista 09 era vento di superficie calmo o leggero da ovest e il terreno quasi interamente coperto di nebbia dal limite occidentale dell'area in esame a circa 2,5 miglia (4,0 km)-3 miglia (4,8 km) dalla soglia della pista. La parte superiore della nebbia aveva un'ampiezza da circa 650 piedi (200 m) a 700 piedi (210 m) e la visibilità al suo interno variava da circa 30 iarde (27 m) a 200 iarde (180 m) con poche interruzioni isolate transitorie. Dal bordo orientale della fascia nebbiosa a Gatwick, c'era foschia con visibilità di 1.500 iarde (1.400 m) - 2.000 iarde (1.800 m) e poche (o nessuna) nuvole basse.

## L'aereo

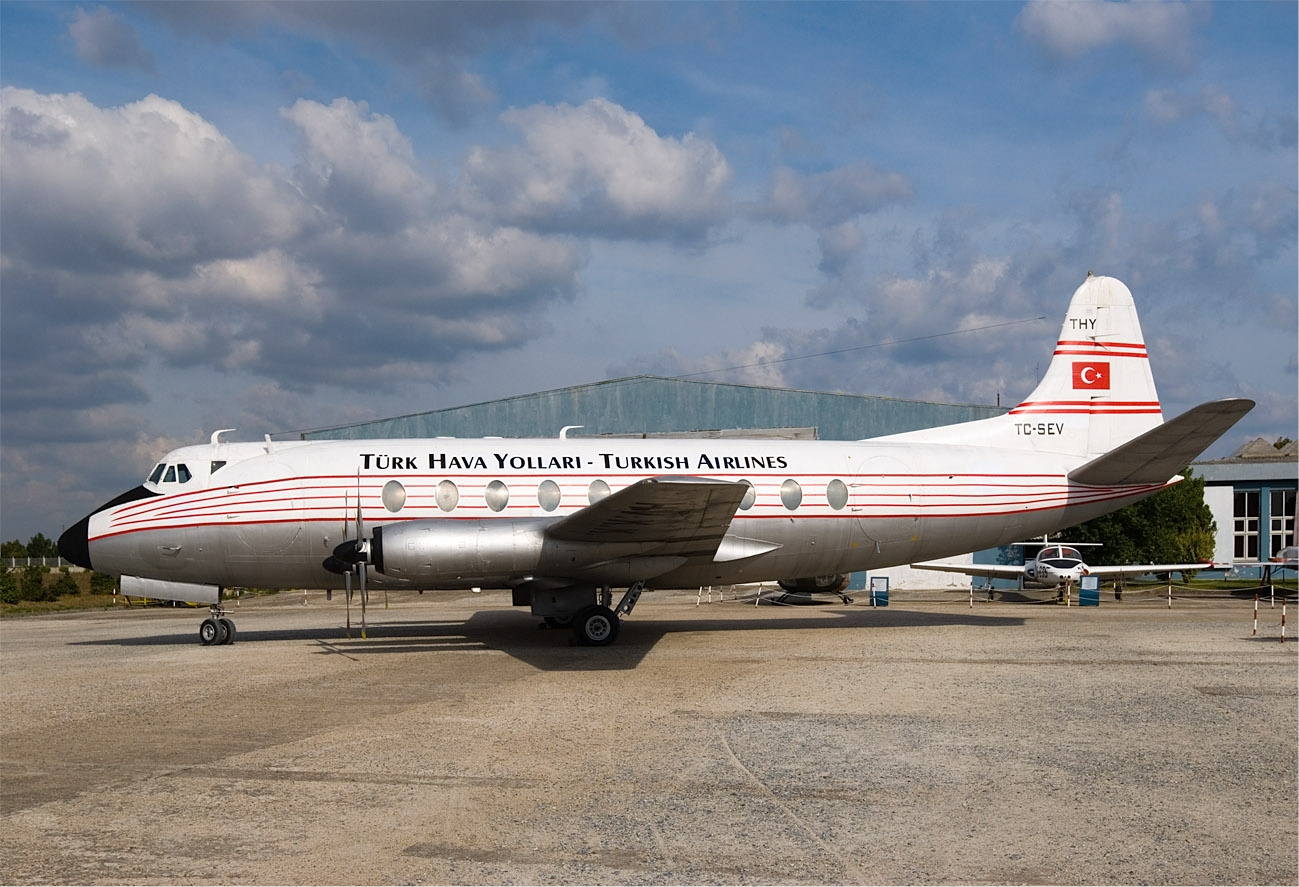
Un Vickers Viscount dipinto nella livrea della Turkish per un film.

Il velivolo, un Vickers Viscount Type 793 con quattro motori turboelica Rolls-Royce Dart 510, fu costruito dalla Vickers-Armstrongs (Aircraft) Ltd e completato nel 1958 con il numero di serie 429.
Il 25 luglio 1958 nel Regno Unito venne rilasciato un certificato di aeronavigabilità, valido per un anno, per questo aereo, seguito da uno di convalida rilasciato invece dal dipartimento dell'aviazione civile del ministero delle comunicazioni turco. L'aereo era registrato a nome di Turkish Airlines Incorporated.
In tutto il velivolo aveva accumulato 548 ore e i motori avevano funzionato ciascuno per circa 615 ore dalla produzione. Le autorità turche certificarono, dopo aver esaminato gli opportuni registri e giornali di bordo in Turchia, che la manutenzione era stata eseguita correttamente. L'esame degli estratti tradotti da questi documenti non mostrava alcuna traccia di difetti che potrebbero aver favorito l'incidente. È stato notato che non erano state effettuate ispezioni delle apparecchiature ILS dell'aeromobile.
Al momento dell'incidente il peso dell'aeromobile era inferiore al massimo consentito per l'atterraggio. Non è stato possibile controllare l'assetto, ma non c'era motivo di ritenere che non rientrasse nei limiti prescritti.

## Equipaggio e passeggeri
Gli otto membri dell'equipaggio erano tre piloti, un navigatore, un meccanico e tre assistenti di volo, di cui cinque persero la vita.
- Münir Ozbek, comandante (38) – (pilota al comando) – ucciso
- Lütfi Biberoglu, comandante (35) – (secondo pilota) – ucciso
- Sabri Kazmaoglu, comandante (35) – (pilota di riserva) – ucciso
- Gündüz Tezel, comandante (42) – (navigatore) – ucciso
- Türkay Erkay – (steward) – gravemente ferito
- Gönül Uygur – (hostess) – uccisa
- Yurdanur Yelkovan – (hostess) – gravemente ferita
- Kemal Itık – (meccanico aggiunto) – illeso

A bordo c'erano ufficialmente sedici passeggeri, di cui nove morti nell'incidente. Tuttavia, l'elenco dei nomi apparso nelle notizie includeva un totale di diciassette passeggeri.
- Adnan Menderes (primo ministro) - illeso
- Server Somuncuoğlu (ministro della stampa, dei media e del turismo) – ucciso
- Muzaffer Ersü (segretario privato del primo ministro) – ucciso
- Şefik Fenmen (Vice segretario privato del Primo ministro) - ferito lievemente
- Melih Esenbel (Segretario Generale del Ministero degli Esteri) – ferito lievemente
- İlhan Savut (Capo del 2° Dipartimento del Ministero degli Esteri) – ucciso
- Mehmet Ali Görmüş (segretario privato della stampa, dei media e del ministero del turismo) – ucciso
- Sedat Görmüş (Segretario del Ministro degli Esteri) - ucciso
- Güner Türkmen (segretario del ministero degli Esteri) - ucciso
- Arif Demirer (Deputato della provincia di Afyonkarahisar) – ferito
- Emin Kalafat (Deputato della provincia di Çanakkale) – ferito
- Kemal Zeytinoğlu (Deputato della provincia di Eskişehir, ex ministro dei lavori pubblici) – ucciso
- Rıfat Kadıoğlu (Deputato della provincia di Sakarya) – ferito
- Abdullah Parla (direttore generale di Turkish Airlines) – ucciso
- Şerif Arzık (direttore generale di Anadolu News Agency) – ucciso
- Burhan Tan (fotoreporter del quotidiano Akşam) – ucciso
- Kazım Nefes (poliziotto e guardia del corpo) – ferito

## Replica del TC-SEV
Turkish Airlines restaurò un Viscount 794D, numero di serie del produttore 430, codice di registrazione TC-SEL, che prestò servizio come aereo VIP per l'aeronautica militare turca prima di essere ritirato nel 1990. Dopo aver cambiato il codice in TC-SEV e ridipinto nella livrea originale a strisce bianche e rosse, il velivolo è stato posto in esposizione nel Museo dell'aviazione militare a Yeşilköy, Istanbul, in memoria dell'evento in cui un primo ministro turco si salvò quasi per miracolo.

## Cinema e televisione
L'incidente aereo di Gatwick è stato oggetto di un documentario televisivo con la replica del Viscount 794D.
Una serie televisiva storica e romantica intitolata Hatırla Sevgili ("Ricordati tesoro") sul canale ATV descrive anche gli eventi intorno all'incidente e alla sopravvivenza di Menderes, sempre con la replica dell'aereo.